# 浪客劍心：傳說落幕篇
浪客劍心：傳說落幕篇（Rurouni Kenshin: The Legend Ends）是一部由大友啟史执导的日本时代剧動作片，改编自日本漫画《神劍闖江湖》。影片剧情紧接2012年电影《神劍闖江湖》以及2014年8月上映的《神劍闖江湖 京都大火篇》。

## 剧情
志志雄真实启动铁船前往东京，以打倒明治政府并使日本回到乱世。为了及时阻止他，绯村剑心接受师父比古清十郎的特训以期领会其剑术的最终极奥义。

## 演員
- 緋村劍心：佐藤健（中文配音：何志威）
- 神谷薰：武井咲（中文配音：馮嘉德）
- 四乃森蒼紫：伊勢谷友介（中文配音：梁興昌）
- 相樂左之助：青木崇高（中文配音：陳幼文）
- 高荷惠：蒼井優
- 瀨田宗次郎：神木隆之介（中文配音：李景唐）
- 伊藤博文：小澤征悦（中文配音：孫誠）
- 卷町操：土屋太鳳
- 明神彌彥：大八木凱斗
- 佐渡島方治：瀧藤賢一（中文配音：梁興昌）
- 悠久山安慈：丸山智己（中文配音：李景唐）
- 駒形由美：高橋瑪莉潤（中文配音：馮嘉德）
- 川路利良：小市慢太郎（中文配音：李景唐）
- 高野：真島秀和
- 心太：福崎那由他
- 魚沼宇水：村田充
- 本条鎌足：屋敷紘子
- 刈羽蝙也：原勇弥
- 夷腕坊：山田崇夫
- 不二：山口航太（中文配音：孫誠）
- 才槌：島津健太郎
- 黑尉：小久保丈二
- 白尉：佐藤滋
- 增髪：江田結香
- 近江女：別府步美
- 翁（柏崎念至）：田中泯（英语：Min Tanaka）（中文配音：陳幼文）
- 清里明良：窪田正孝
- 雪代巴：渡邊菜月
- 不破万作
- ほんこん
- 長尾卓也
- 生津徹
- 坂東工
- 金原泰成
- 北代高士
- 仁科貴
- 坂本爽
- ヨシダ朝
- 比古清十郎：福山雅治（中文配音：孫誠）
- 齋藤一：江口洋介（中文配音：梁興昌）
- 志志雄真實：藤原龍也（中文配音：陳幼文）

## 发行
日本DVD发行日期设定在2015年1月21日。

## 评价和票房
影片上映首周就取得票房第二的成绩，入账9.19亿日元。上映第四周夺得Mojo票房首位，入账1.77亿日元，在榜时间4周。

## 音乐
本作原声音乐同前作一样由佐藤直纪创作，片尾曲是ONE OK ROCK的《Heartache》，主題曲同為ONE OK ROCK的《Broken Heart of Gold》。

## 改編小說
- 神劍闖江湖 RUROUNI KENSHIN 傳說的最終篇（るろうに剣心 伝説の最期編）原作：和月伸宏/小說：SOW/腳本：藤井清美、大友啟史

| 冊數 | 集英社        | 集英社                 | 東立出版社     | 東立出版社             |
| 冊數 | 發售日期      | ISBN                   | 發售日期       | ISBN                   |
| ---- | ------------- | ---------------------- | -------------- | ---------------------- |
| 全   | 2014年9月16日 | ISBN 978-4-08-703330-4 | 2016年11月14日 | ISBN 978-986-482-208-9 |

## 注脚